# 讷维昂香槟
讷维昂香槟（法語：Neuvy-en-Champagne，法語發音：[nøvi ɑ̃ ʃɑ̃paɲ]）是法国萨尔特省的一个旧市镇，属于马梅尔斯区。2019年1月1日，讷维昂香槟与市镇贝尔奈昂香槟合并为新市镇贝尔奈讷维昂香槟，讷维昂香槟为新市镇行政中心。

## 地理
讷维昂香槟（48°4'50"N, 0°2'20"W）面积14.79 平方千米，位于法国卢瓦尔河地区大区萨尔特省，该省份为法国西北部内陆省份，北起顺时针与奥恩省、厄尔-卢瓦省、卢瓦-谢尔省、安德尔-卢瓦尔省、曼恩-卢瓦尔省和马耶讷省接壤，是法国大西部的入口，连接卢瓦尔河谷、布列塔尼和巴黎盆地。
与讷维昂香槟接壤的市镇（或旧市镇、城区）包括：孔利、泰尼、贝尔奈昂香槟、热河畔库朗、屈尔、拉坎特。
讷维昂香槟的时区为UTC+01:00、UTC+02:00（夏令时）。

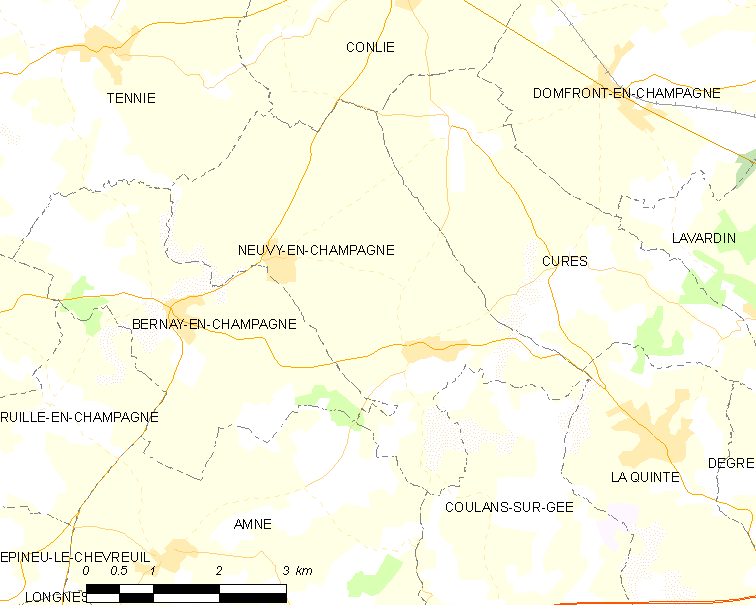
讷维昂香槟的OSM定位图

## 行政
讷维昂香槟的邮政编码为72240，INSEE市镇编码为72219。

## 政治
讷维昂香槟所属的省级选区为卢埃县。

## 人口

1962-2008年间讷维昂香槟人口变化图示

讷维昂香槟于2016年1月1日时的人口数量为377人。